# Kotabommāli
Kotabommāli är en ort i Indien.   Den ligger i distriktet Srīkākulam och delstaten Andhra Pradesh, i den sydöstra delen av landet, 1 300 km sydost om huvudstaden New Delhi. Kotabommāli ligger 34 meter över havet och antalet invånare är 8 941.
Terrängen runt Kotabommāli är platt.  Närmaste större samhälle är Tekkali, 12,2 km nordost om Kotabommāli. Trakten runt Kotabommāli består till största delen av jordbruksmark.